# Yuriria
Yuriria é um município do estado de Guanajuato, no México.